# Megachirella
Megachirella wachtleri
Genre
Espèce

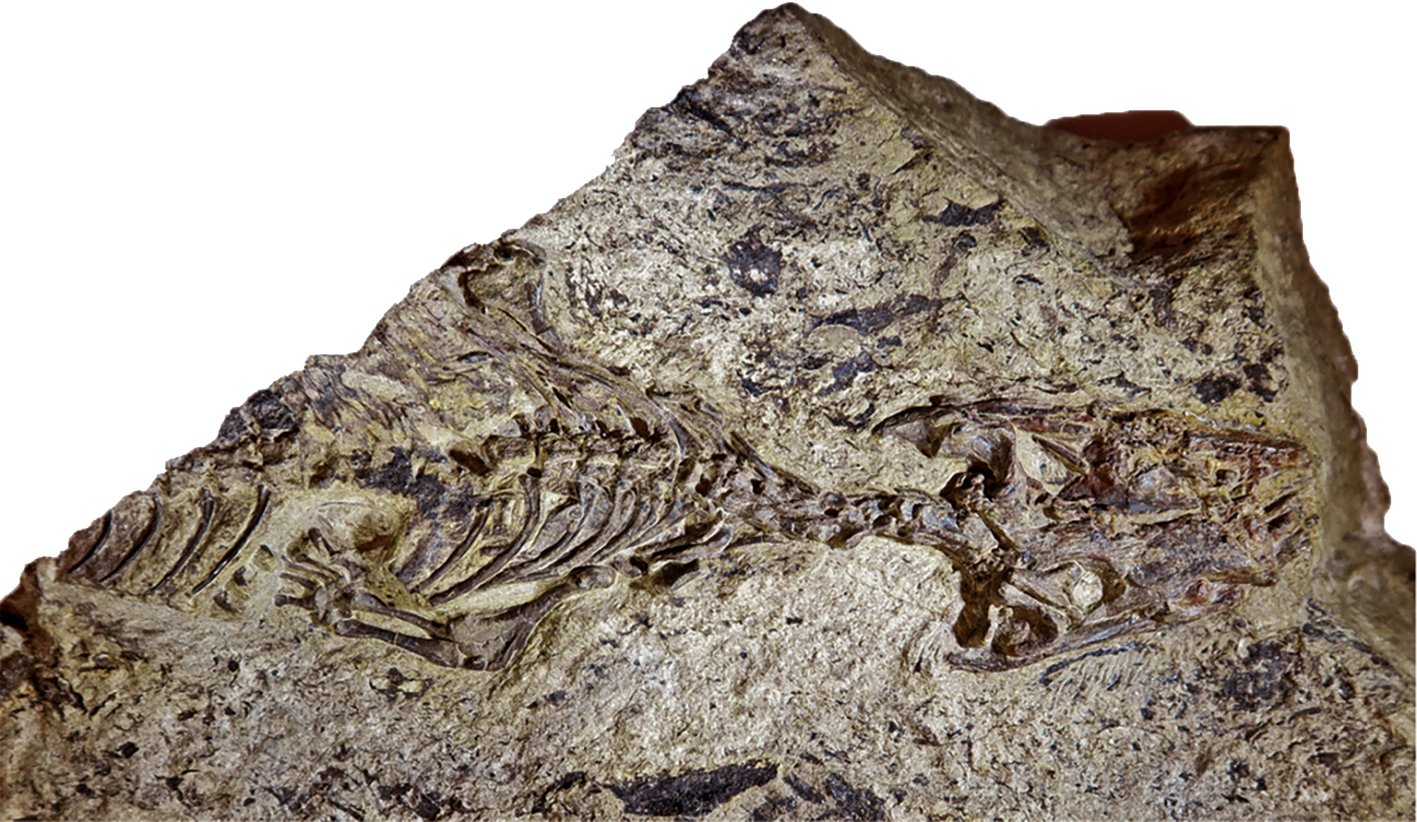
Megachirella.

Megachirella est un genre éteint de « reptiles » terrestres squamates ou « reptiles » à écailles, qui a vécu au Trias moyen, il y a environ 245 Ma (millions d'années). Son unique fossile a été découvert dans le nord de l'Italie dans les Dolomites. Ce serait le plus ancien squamate connu,.
Une seule espèce est rattachée au genre, Megachirella wachtleri, décrite en 2003 par les paléontologues italiens Silvio Claudio Renesto (d) et Posenato (d) puis décrite à nouveau en 2013 par Silvio Claudio Renesto et Massimo Bernardi (d).

## Description
Megachirella n'est connu que par un seul squelette partiel en connexion anatomique, qui comprend le crâne, la moitié avant du corps avec une partie des pattes avant.
Il présente une morphologie générale de lézard avec de fortes pattes. La longueur totale de son corps peut être estimée à environ 15 centimètres. Le crâne est plutôt plutôt robuste et large, le cou modérément allongé avec des pattes antérieures longues et fortes.

## Paléobiologie
Le fossile de Megachirella a été retrouvé dans des sédiments d'origine marine ; il ne présente cependant aucune caractéristique indiquant une adaptation à la vie aquatique. Au contraire, son anatomie indique qu'il s'agit d'un animal terrestre (fortes pattes avant, forme de ses griffes, carpus largement ossifié et côtes creuses). Le corps de l'animal a donc vraisemblablement été transporté vers la mer par un cours d'eau, en compagnie de plantes, trouvées à proximité, où ils se sont déposés et fossilisés dans un environnement marin côtier peu profond.

## Classification
Megachirella est classé en 2003 parmi les lépidosauromorphes, avec des ressemblances, en particulier pour le crâne, avec un autre lépidosauromorphe primitif : Eolacertilia.
À la suite de la nouvelle description de 2013, il est considéré comme très proche du groupe-couronne des Lepidosauria.
En 2018, Tiago R. Simões et ses collègues conduisent une étude du squelette par tomographie haute résolution aux rayons X,. L'analyse phylogénique qu'ils réalisent leur permet de considérer que Megachirella appartient à l'ordre des squamates, dont il deviendrait le plus ancien genre connu. Les plus anciens squamates décrits précédemment sont datés du Jurassique moyen ; Megachirella serait ainsi plus ancien d'environ 75 Ma (millions d'années),.

## Étymologie
Le nom générique, Megachirella, dérive  du grec ancien μέγας, mégas, « grand », et χείρ, kheír, « main », et fait référence à la forme et la robustesse de l'extrémité du membre antérieur.
Son épithète spécifique, wachtleri, lui a été donnée en l'honneur de Michael Wachtler qui a découvert le spécimen.

## Publication originale
- (en) Silvio Renesto et Renato Posenato, « A new Lepidosauromorph reptile from the Middle Triassic of the Dolomites (Northern Italy) », Rivista Italiana di Paleontologia e Stratigrafia, UNIMI, vol. 109, no 3,‎ novembre 2003, p. 463-474 (ISSN 0035-6883 et 2039-4942, DOI 10.13130/2039-4942/5517, lire en ligne).